# Philippe Senderos
Philippe Senderos, né le 14 février 1985 à Meyrin, est un footballeur international suisse qui évolue au poste de défenseur.

## Biographie

### En club

#### Débuts au Servette FC
Fils de Julian et de Zorica, un Espagnol et une Serbe qui se sont rencontrés à Genève, Philippe Senderos naît le 14 février 1985 à Meyrin. Son frère, Julien, ancien basketteur international suisse, a quatre ans et demi de plus que lui. À l’âge de cinq ans et demi, il s’inscrit au Servette FC, où il fait toute sa formation
Philippe Senderos fait ses débuts dans la première équipe du club genevois lors de la saison 2001-2002 avant de gagner sa place lors de la saison suivante.

#### Arsenal et premières sélections en équipe nationale
Senderos rejoint Arsenal en 2003. Il dispute son premier match officiel sous les couleurs du club londonien le 27 octobre 2004 en Coupe de la Ligue (Carling Cup) face à Manchester City, et est aligné d'entrée lors de la rencontre de championnat opposant Arsenal à Charlton en janvier 2005. En tout il est titulaire à 22 reprises durant la saison à la suite de la blessure de Sol Campbell, y compris lors de la finale de la Coupe d'Angleterre remportée aux tirs au but face à Manchester United.
Bien que ces dernières saisons soient remarquables, à l'aube de la saison 2008-2009, il est peu utilisé par Arsène Wenger. En effet l'arrivée de Mikaël Silvestre et la présence de Kolo Touré ou encore William Gallas en défense ne lui permettent plus de gagner du temps de jeu.

#### AC Milan
Il est alors prêté le 27 août 2008 au Milan AC pour un contrat d'un an, après une excellente expérience avec 115 matchs et 4 buts. Il y rejoint son ancien coéquipier d'Arsenal, Mathieu Flamini.
Ses débuts au club milaniste sont gâchés par de nombreuses blessures qui le privent de jouer son premier match en Série A.
Il joue son premier match avec le club lors de la Coupe UEFA contre Portsmouth.
Le 25 janvier 2009, il est titularisé pour la première fois avec Milan, face à Bologne lors d'une victoire 4 à 1.
Le 6 avril 2009, il croit marquer son premier but avec le club contre Lecce (victoire 2 à 0). À la suite d'un coup franc d'Andrea Pirlo, sa tête est déviée par Ronaldinho. Le but est finalement accordé au Brésilien.
Peu à peu, en fin de saison, il devient titulaire, mais l'AC Milan de Carlo Ancelotti ne lèvera pas alors l'option d'achat de 16 millions d'euros.

#### Retour à Arsenal
N'ayant plus sa place à l'AC Milan après le départ de Carlo Ancelotti, Arsène Wenger décide de reprendre le défenseur genevois malgré des offres d'Everton. Son premier match après son retour à Arsenal est contre West Bromwich Albion (victoire 2 à 0), il y joue l'intégralité de la rencontre.

#### Prêt à Everton
N'étant pas satisfait de son temps de jeu à Arsenal, il demande à partir afin d'être sélectionné pour la Coupe du monde 2010 par Ottmar Hitzfeld. Le 23 janvier 2010, il est prêté jusqu'à la fin de la saison à Everton.

#### Fulham
En juin 2010, alors qu'il arrive en fin de contrat avec Arsenal, il signe un contrat de trois ans à Fulham. Mais, Senderos se blesse durant la pré-saison et il faudra attendre avril 2011 pour le revoir sur un terrain de football où il gagne la confiance de Mark Hughes mais l'arrivée de Martin Jol le fera alterner entre une place de titulaire et une sur le banc de touche.

#### Valence CF
Le 31 janvier 2014, Senderos signe un contrat de six mois au Valence CF. Il prend part à onze matchs et marque un but.

#### Aston Villa

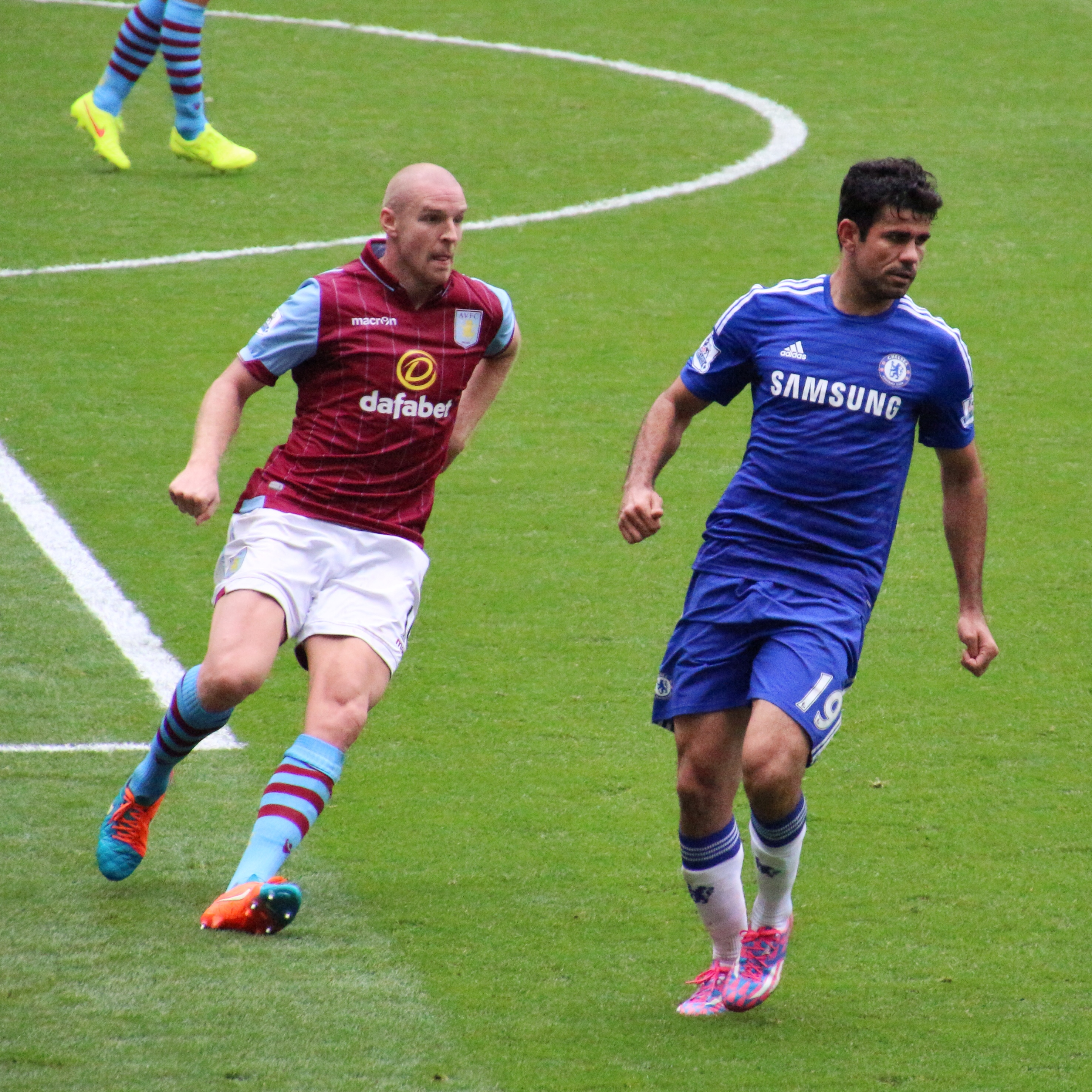
Senderos jouant pour Aston Villa contre Chelsea en septembre 2014.

Le 5 juin 2014, Senderos a rejoint Aston Villa avec un contrat de deux ans. Il a été recruté par Paul Lambert, qui a déclaré dans la perspective de la Coupe du monde FIFA 2014, « Ce sera la troisième phase finale de la Coupe du monde de Philippe et il n'y a pas beaucoup de joueurs qui participent à ce niveau pendant cette période. Il sera un excellent ajout au groupe. » Il a fait ses débuts en Premier League pour Villa dans une victoire de 1-0 à Stoke City le 16 août, jouant les 90 minutes complètes.
Le 3 septembre 2015, il a été annoncé que Senderos avait été omis de l'équipe de 25 joueurs d'Aston Villa pour la première moitié de la saison 2015–2016 de Premier League. Le 27 janvier 2016 suivant, il a quitté le club d'un commun accord.

#### Grasshopper Zurich
Le 29 janvier 2016, Senderos signe un contrat de six mois avec Grasshopper. Il retrouve ainsi le championnat de Suisse treize ans après l'avoir quitté. Il dispute 14 matchs avant de quitter le club zurichois l'été suivant.

#### Rangers FC
Le 31 août 2016, il signe un contrat d'un an avec le Rangers FC. Le 10 septembre, il débute dans le Old Firm, le derby contre le Celtic FC. Il concède deux buts et reçoit également deux cartons jaunes,.

#### Dynamo de Houston
Arrivé en fin de contrat au Rangers FC, il rejoint le Dynamo de Houston qui évolue en Major League Soccer le 7 août 2017 — après un essai concluant. Le club texan n'a pas divulgué les termes de son contrat,. Il ne fait que deux apparitions en saison régulière. Cependant, à la suite des blessures de deux défenseurs titulaires — A. J. DeLaGarza et Leonardo — ouvrent la porte à Senderos pour être titulaire en séries éliminatoires. Il est également nommé capitaine par l'entraîneur Wilmer Cabrera, lors du match retour de la demi-finale de conférence, face aux Timbers de Portland.
Le 3 mars 2018, il inscrit son premier but en MLS, lors d'une victoire 4-0 contre Atlanta United, à l'occasion du match d'ouverture de la saison 2018. Il est également nommé dans l'équipe-type de la semaine 1. Cependant, il contracte une blessure à la cuisse la semaine suivante qui le contraint à manquer dix rencontres. Le 3 juillet, il inscrit le but égalisateur, face au Los Angeles FC, à la 96e minute de jeu. Quatre jours plus tard, il inscrit un doublé face au Minnesota United,. Puis, il est nommé dans l'équipe-type de la semaine 19. Lors de la finale de la U.S. Open Cup, il se blessure à la cuisse juste avant la mi-temps,. Cependant, il arrive en fin de contrat à l'issue de la saison 2018 et son contrat n'est pas renouvelé par le club texan.

#### FC Chiasso
Sans club depuis plusieurs mois, Senderos s'engage pour un an avec le FC Chiasso qui évolue en Challenge League le 10 septembre 2019,. Il dispute son dernier match, lors du match nul (3-3) contre le FC Aarau, le 15 décembre. Il met un terme à sa carrière le lendemain.

### En équipe nationale
Philippe Senderos a remporté le championnat d'Europe 2002 des moins de 17 ans en tant que capitaine de l'équipe de Suisse, et a participé au championnat du monde des moins de 21 ans en juin 2005 aux Pays-Bas.
Il obtient également ses premières sélections dans l'équipe nationale Suisse disputant les qualifications pour la Coupe du monde 2006. Il honore sa première sélection lors du match France-Suisse, le 26 mars 2005 à Paris (0-0). Le 7 septembre 2005, il inscrivit l'un des buts lors du match contre Chypre et récidive lors du match de barrage aller face à la Turquie à Berne.
Avec la Nati, il réussit à se qualifier pour la Coupe du monde 2006, sa première grande compétition. En phase de poule contre la Corée du Sud, il marque un très bon but de la tête sur un centre de Hakan Yakin en heurtant également le joueur coréen Choi Jin-cheul et devenant ainsi le célèbre buteur ensanglanté, son but sera après très médiatisé par les médias dans le monde entier. À la 53e minute il doit sortir du terrain, il s'est luxé l'épaule. Il sera huitième de finaliste de la compétition.
Il est notamment titulaire lors de l'Euro 2008 pendant les trois matchs de phases de poules. Le 10 octobre 2009 en qualification de la Coupe du monde 2010, il réussit un doublé contre le Luxembourg avec deux buts inscrits de la tête. Convoqué pour le Mondial 2010, il ne dispute néanmoins que le premier match de la Nati face à l'Espagne.
Philippe Senderos dispute sa dernière compétition internationale lors de la Coupe du monde 2014 au Brésil où il joue une seule rencontre, lors de la débâcle suisse face à la France (5-2). 

## Palmarès
- Avec la Suisse
  - Champion d'Europe des moins de 17 ans en 2002
- Avec Servette FC
  - Vainqueur de la Coupe de Suisse en 2001
- Avec Arsenal
  - Championnat d'Angleterre en 2004
  - Vainqueur de la Coupe d'Angleterre en 2005
  - Vainqueur du Community Shield en 2004
  - Finaliste de la Ligue des champions en 2006
  - Finaliste de la Coupe de la Ligue en 2007
  - Vainqueur de l'Emirates Cup en 2007
  - Vainqueur du Tournoi d'Amsterdam en 2005, 2007 et 2008
- Avec Houston
  - Vainqueur de la Coupe des États-Unis en 2018

## Statistiques
| Saison                | Club                  | Championnat           | Championnat | Championnat | Coupe nationale | Coupe nationale | Coupe de la Ligue | Coupe de la Ligue | Supercoupe | Supercoupe | Compétition(s) continentale(s) | Compétition(s) continentale(s) | Compétition(s) continentale(s) | Suisse | Suisse | Total | Total |
| Saison                | Club                  | Division              | M.          | B.          | M.              | B.              | M.                | B.                | M.         | B.         | Comp.                          | M.                             | B.                             | M.     | B.     | M.    | B.    |
| 2001-2002             | Servette FC           | LNA                   | 3           | 0           | -               | -               | -                 | -                 | -          | -          | -                              | -                              | -                              | -      | -      | 3     | 0     |
| 2002-2003             | Servette FC           | LNA                   | 23          | 3           | -               | -               | -                 | -                 | -          | -          | C3                             | 1                              | 0                              | -      | -      | 24    | 3     |
| Sous-total            | Sous-total            | Sous-total            | 26          | 3           | -               | -               | -                 | -                 | -          | -          | -                              | 1                              | 0                              | -      | -      | 27    | 3     |
| 2004-2005             | Arsenal FC            | Premier League        | 13          | 0           | 6               | 0               | -                 | -                 | -          | -          | C1                             | 1                              | 0                              | 2      | 0      | 22    | 0     |
| 2005-2006             | Arsenal FC            | Premier League        | 20          | 2           | 1               | 0               | 5                 | 0                 | 1          | 0          | C1                             | 7                              | 0                              | 13     | 3      | 47    | 5     |
| 2006-2007             | Arsenal FC            | Premier League        | 14          | 0           | 4               | 0               | 5                 | 0                 | -          | -          | C1                             | 2                              | 0                              | 5      | 0      | 30    | 0     |
| 2007-2008             | Arsenal FC            | Premier League        | 17          | 2           | 3               | 0               | 3                 | 0                 | -          | -          | C1                             | 10                             | 0                              | 11     | 0      | 44    | 2     |
| 2008-2009             | Milan AC (prêt)       | Série A               | 14          | 0           | 1               | 0               | -                 | -                 | -          | -          | C3                             | 5                              | 0                              | 3      | 0      | 23    | 0     |
| 2009-2010             | Arsenal FC            | Premier League        | -           | -           | -               | -               | 2                 | 0                 | -          | -          | -                              | -                              | -                              | 4      | 2      | 6     | 2     |
| 2009-2010             | Everton FC (prêt)     | Premier League        | 2           | 0           | -               | -               | -                 | -                 | -          | -          | C3                             | 1                              | 0                              | 3      | 0      | 6     | 0     |
| Sous-total            | Sous-total            | Sous-total            | 80          | 4           | 15              | 0               | 15                | 0                 | 1          | 0          | -                              | 26                             | 0                              | 41     | 5      | 178   | 9     |
| 2010-2011             | Fulham FC             | Premier League        | 3           | 0           | -               | -               | -                 | -                 | -          | -          | -                              | -                              | -                              | 1      | 0      | 4     | 0     |
| 2011-2012             | Fulham FC             | Premier League        | 21          | 1           | 1               | 0               | 1                 | 0                 | -          | -          | C3                             | 5                              | 0                              | 5      | 0      | 33    | 1     |
| 2012-2013             | Fulham FC             | Premier League        | 21          | 0           | 1               | 0               | -                 | -                 | -          | -          | -                              | -                              | -                              | 1      | 0      | 23    | 0     |
| 2013-2014             | Fulham FC             | Premier League        | 12          | 1           | 1               | 0               | 2                 | 0                 | -          | -          | -                              | -                              | -                              | 4      | 0      | 19    | 1     |
| Sous-total            | Sous-total            | Sous-total            | 57          | 2           | 3               | 0               | 3                 | 0                 | -          | -          | -                              | 5                              | 0                              | 11     | 0      | 79    | 2     |
| 2013-2014             | Valence CF            | Liga                  | 8           | 0           | -               | -               | -                 | -                 | -          | -          | C3                             | 3                              | 1                              | 2      | 0      | 13    | 1     |
| 2014-2015             | Aston Villa FC        | Premier League        | 8           | 0           | -               | -               | 1                 | 0                 | -          | -          | -                              | -                              | -                              | 1      | 0      | 10    | 0     |
| 2015-2016             | Grasshopper           | Super League          | 14          | 0           | -               | -               | -                 | -                 | -          | -          | -                              | -                              | -                              | 2      | 0      | 16    | 0     |
| 2016-2017             | Rangers FC            | Premiership           | 3           | 0           | 1               | 0               | -                 | -                 | -          | -          | -                              | -                              | -                              | -      | -      | 4     | 0     |
| 2017                  | Dynamo de Houston     | MLS                   | 6           | 0           | -               | -               | -                 | -                 | -          | -          | -                              | -                              | -                              | -      | -      | 6     | 0     |
| 2018                  | Dynamo de Houston     | MLS                   | 8           | 4           | 5               | 0               | -                 | -                 | -          | -          | -                              | -                              | -                              | -      | -      | 13    | 4     |
| Sous-total            | Sous-total            | Sous-total            | 14          | 4           | 5               | 0               | -                 | -                 | -          | -          | -                              | -                              | -                              | -      | -      | 19    | 4     |
| 2019-2020             | FC Chiasso            | Challenge League      | 3           | 0           | -               | -               | -                 | -                 | -          | -          | -                              | -                              | -                              | -      | -      | 3     | 0     |
| Total sur la carrière | Total sur la carrière | Total sur la carrière | 211         | 13          | 24              | 0               | 19                | 0                 | 1          | 0          | -                              | 35                             | 1                              | 57     | 5      | 347   | 19    |